# Càmera rèflex d'un objectiu

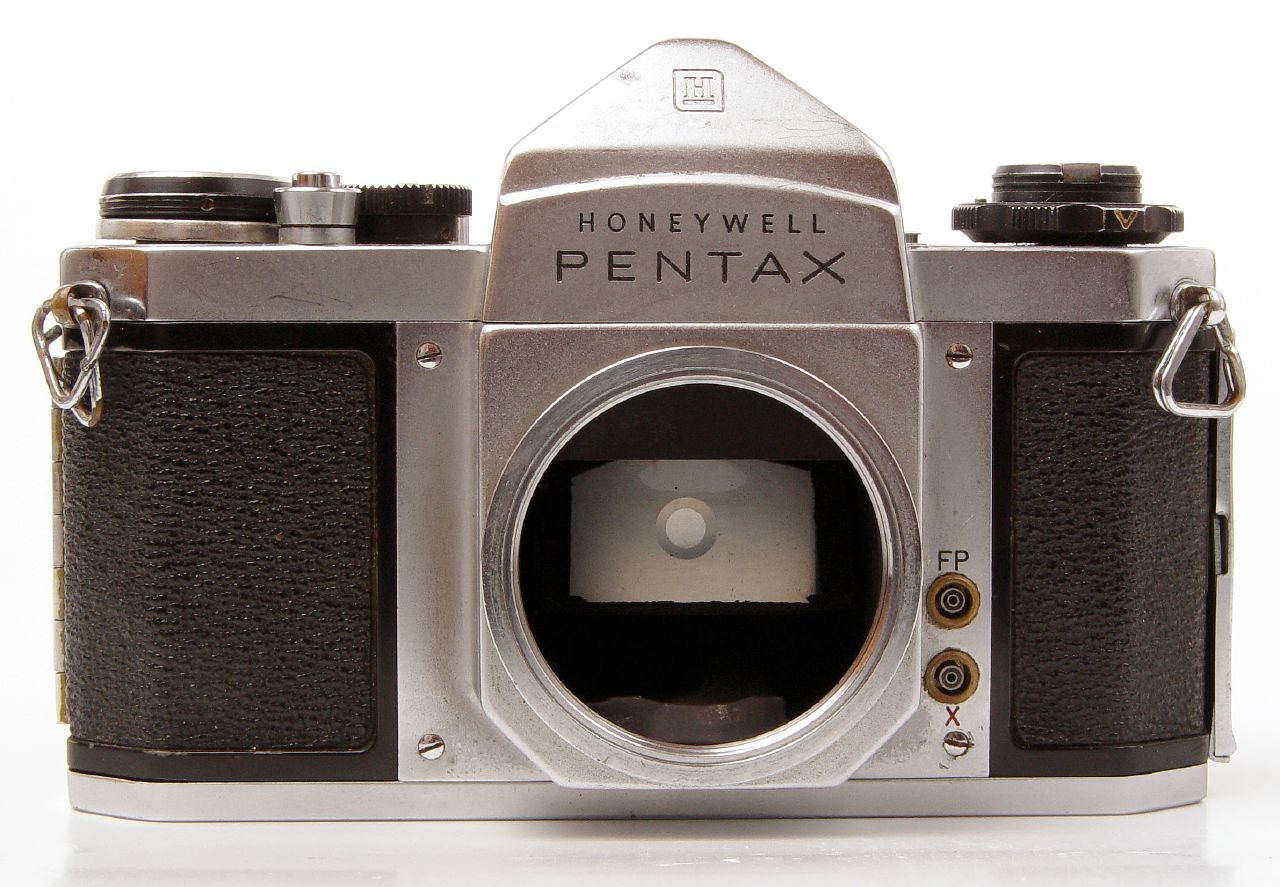
Càmera reflex sense l'objectiu

Les  càmeres rèflex d'un objectiu, normalment anomenades  SLR  (de l'anglès  Single lens reflex), en oposició a les càmeres TLR (Twin lens reflex) i antecedents de les DSLR (o sigui, les càmeres rèflex d'un objectiu digitals), són càmeres analògiques o digitals que utilitzen una única lent per enfocar sobre el pla d'imatge i al mateix temps ser vista pel fotògraf. El visor d'aquestes càmeres és el que ofereix major fidelitat a l'enquadrament capturat, doncs aquest és idèntic al que es plasmarà sobre el negatiu.

## Història

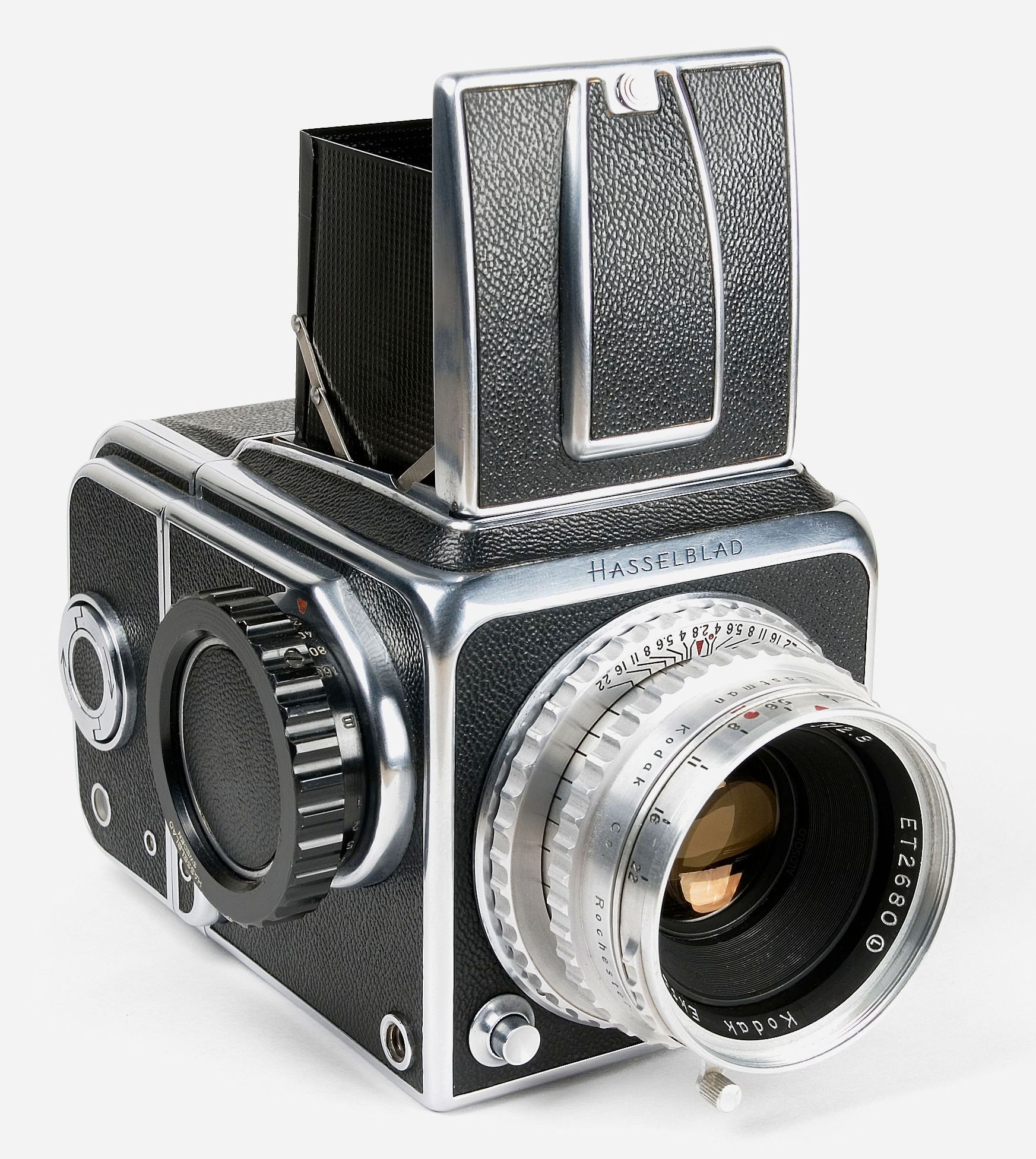
Càmera rèflex d'un objectiu de mitjà format. Modell 1600F de Hasselblad, Suècia.
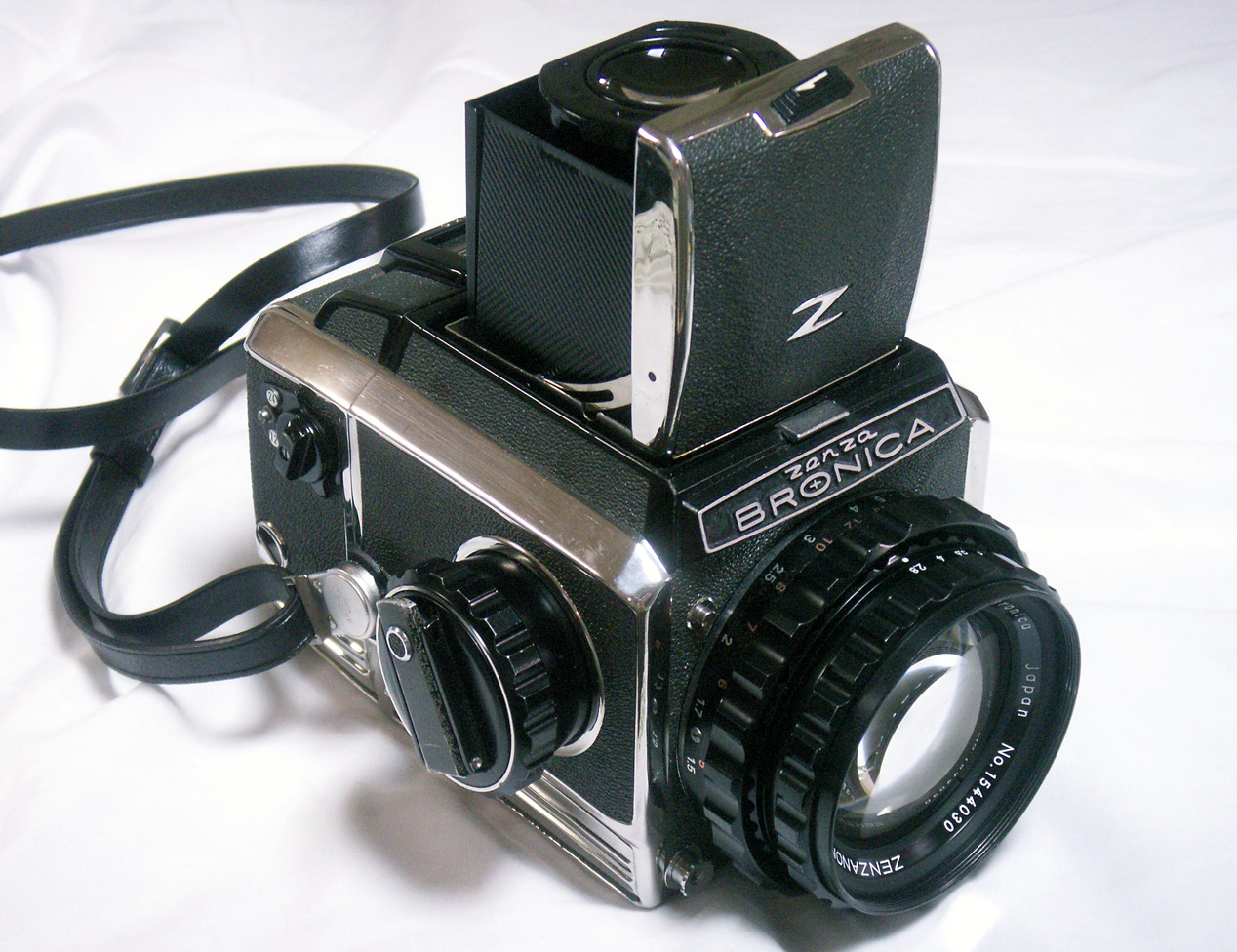
Model Bronica S2, Japó, una càmera SLR de mitjà format. El següent model de Bronica (Bronica EC) fou la primera SLR de mità format en incloure un obturador de pla focal operat elèctricament.
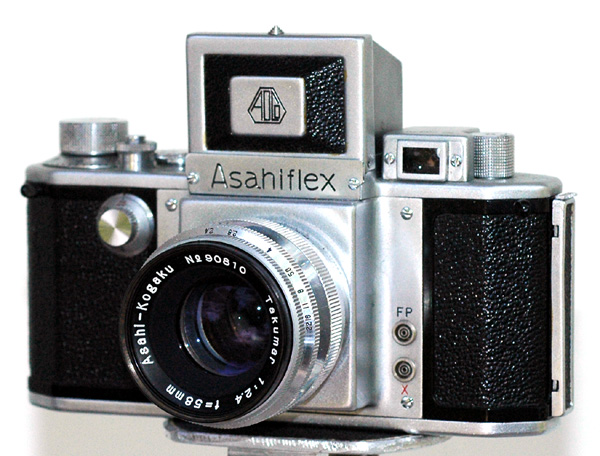
La càmera (Pentax) Asahiflex de 1952. És la primera càmera rèflex d'un objectiu del Japó.
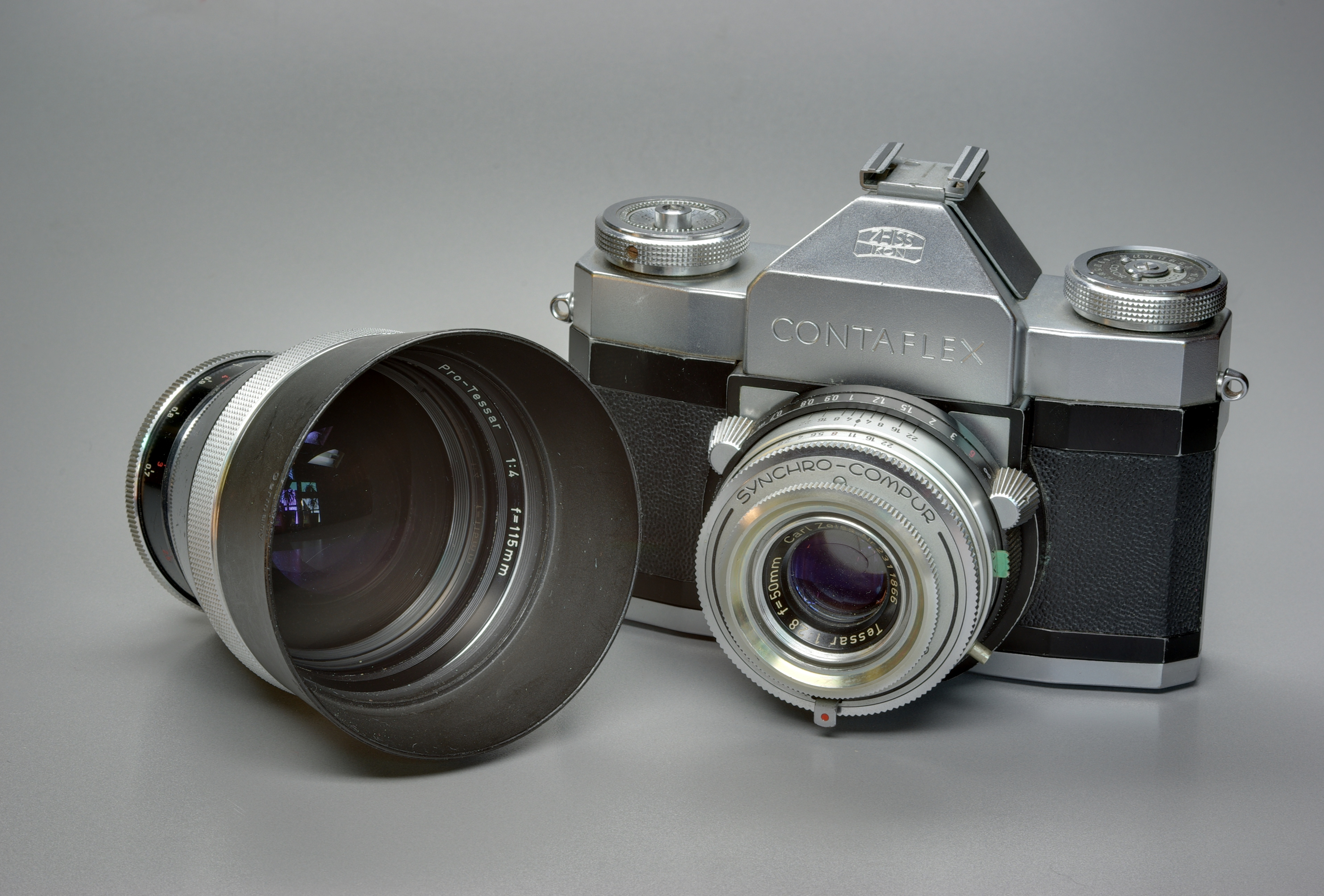
La Contaflex III: una SLR de l'oest d'Alemanya de 1957, amb un objectiu addicional de 115 mm.
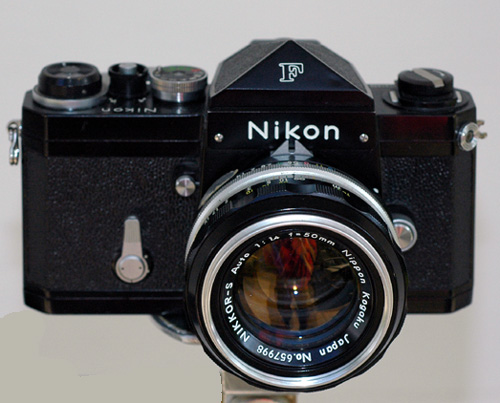
La càmera de 35 mm Nikon F, 1959, el segon sistema de càmera SLR del món. El primera fou el Kamera-Werke de Praktica.
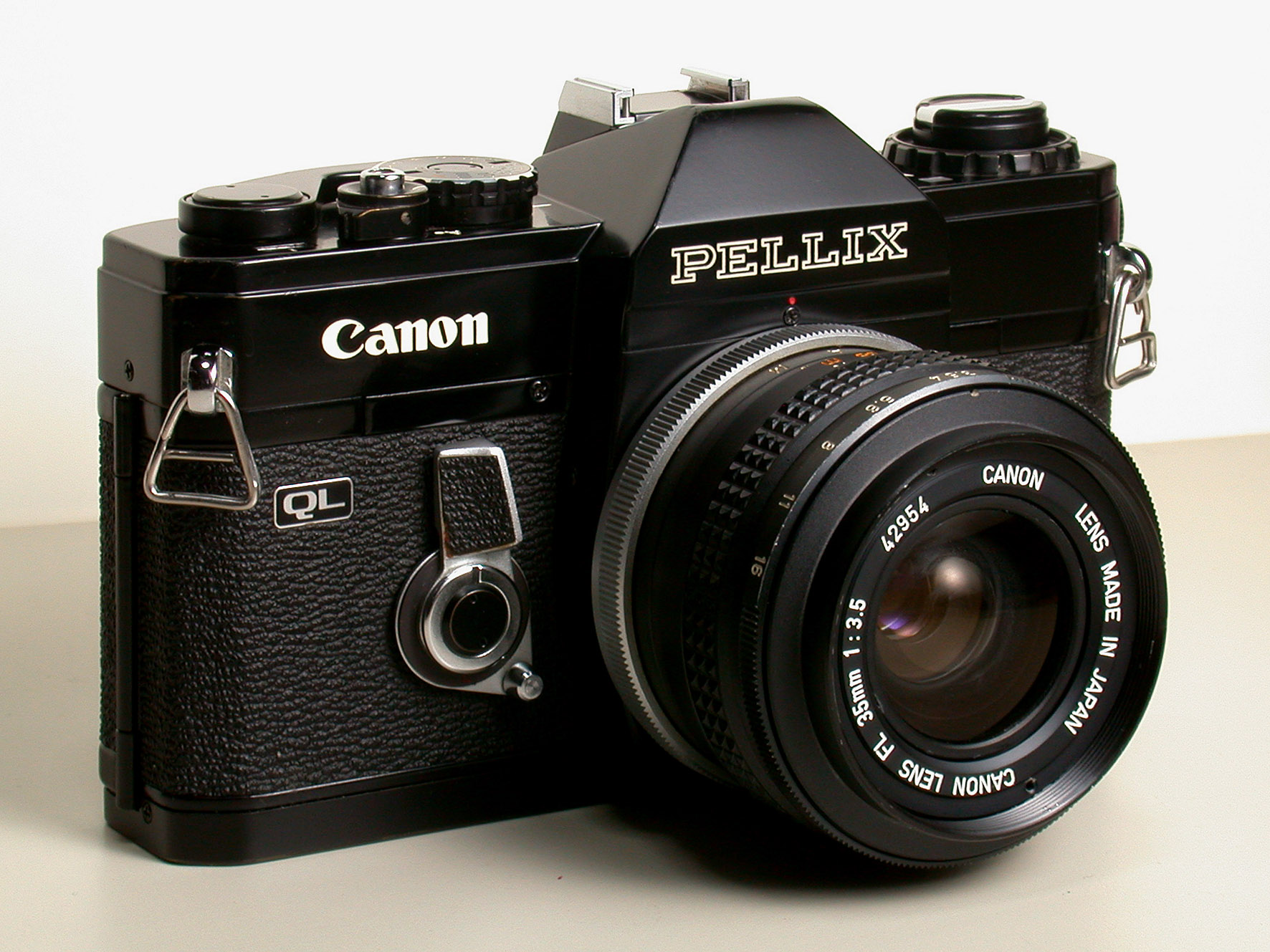
Canon Pellix, la primera càmera en incorporar un mirall de pel·lícula estacionari.
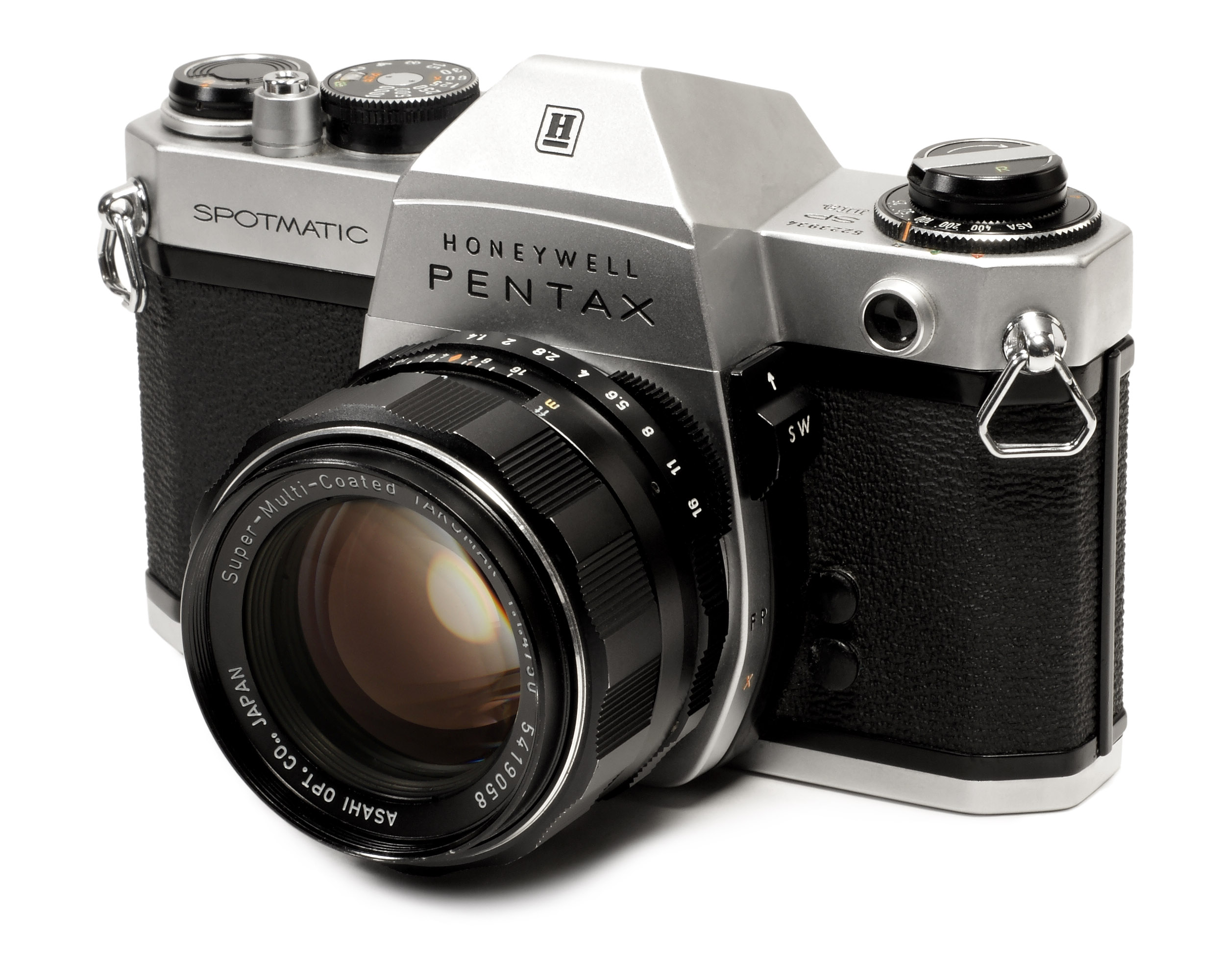
La Pentax Spotmatic IIa, 1971.
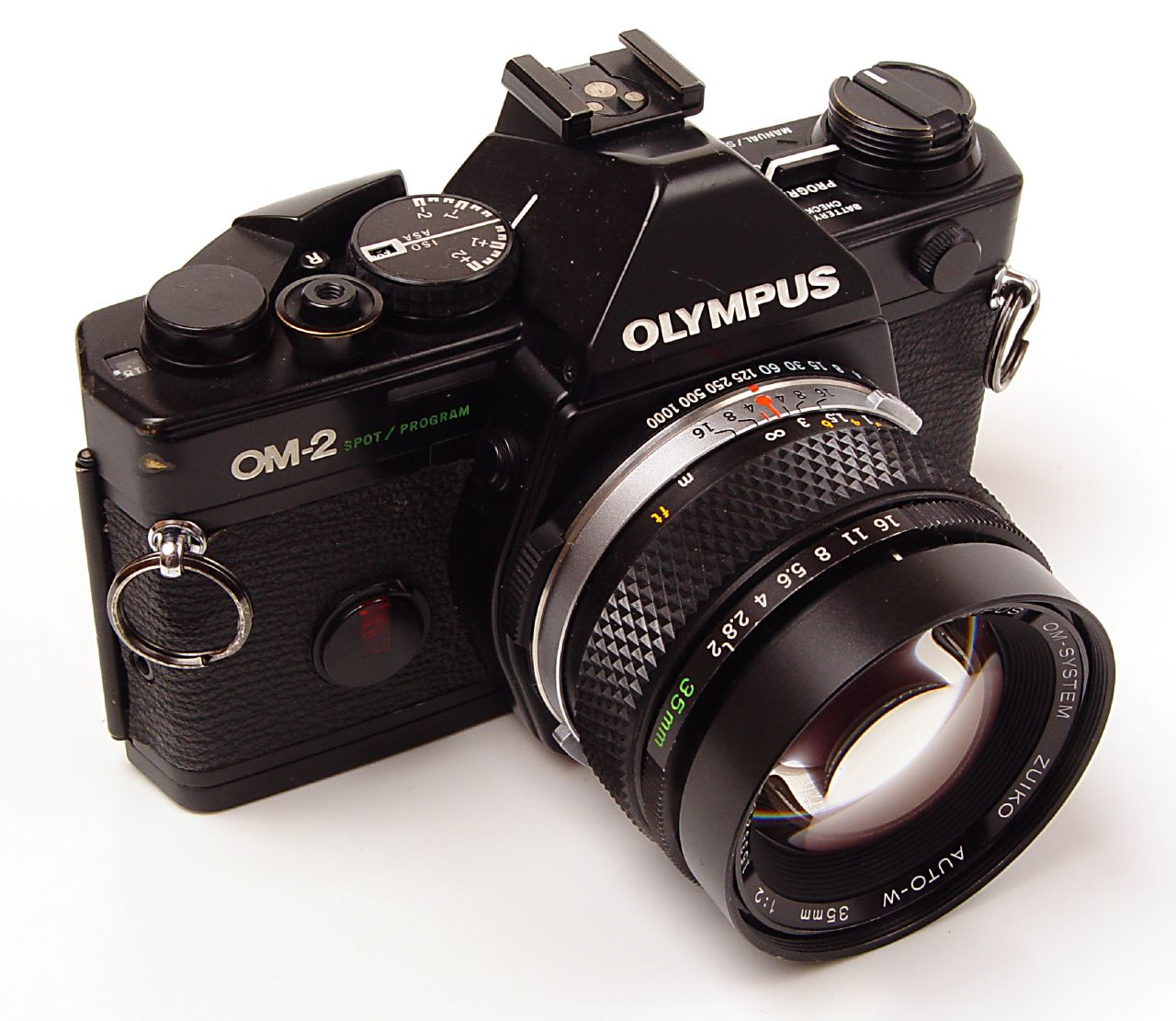
La Olympus OM-2, 1975, que va ser la primera SLR en mesurar la llum per al flash electrònic fora del pla de la pel·lícula.
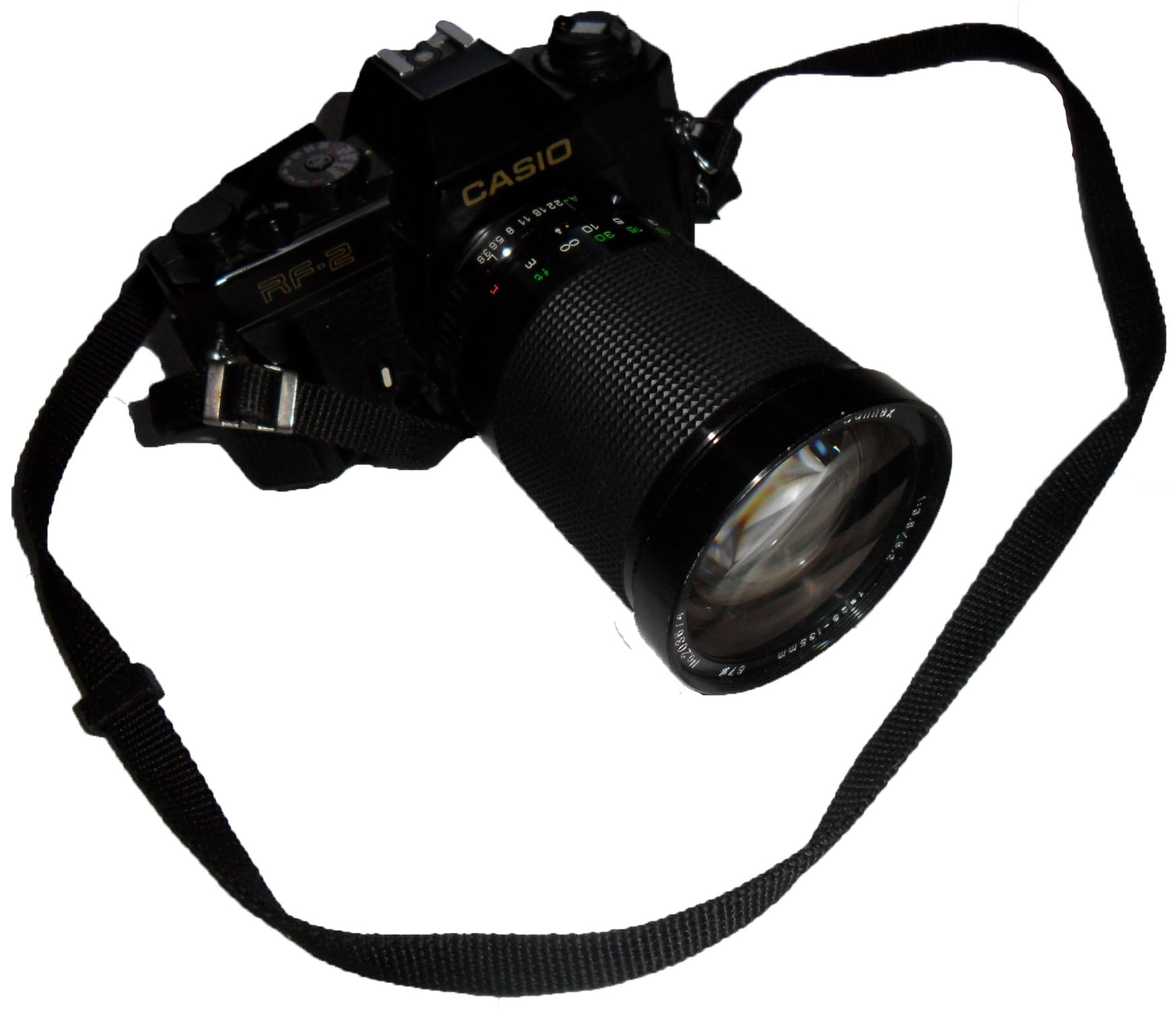
Casio RF2, càmera SLR amb pel·lícula de 35 mm.
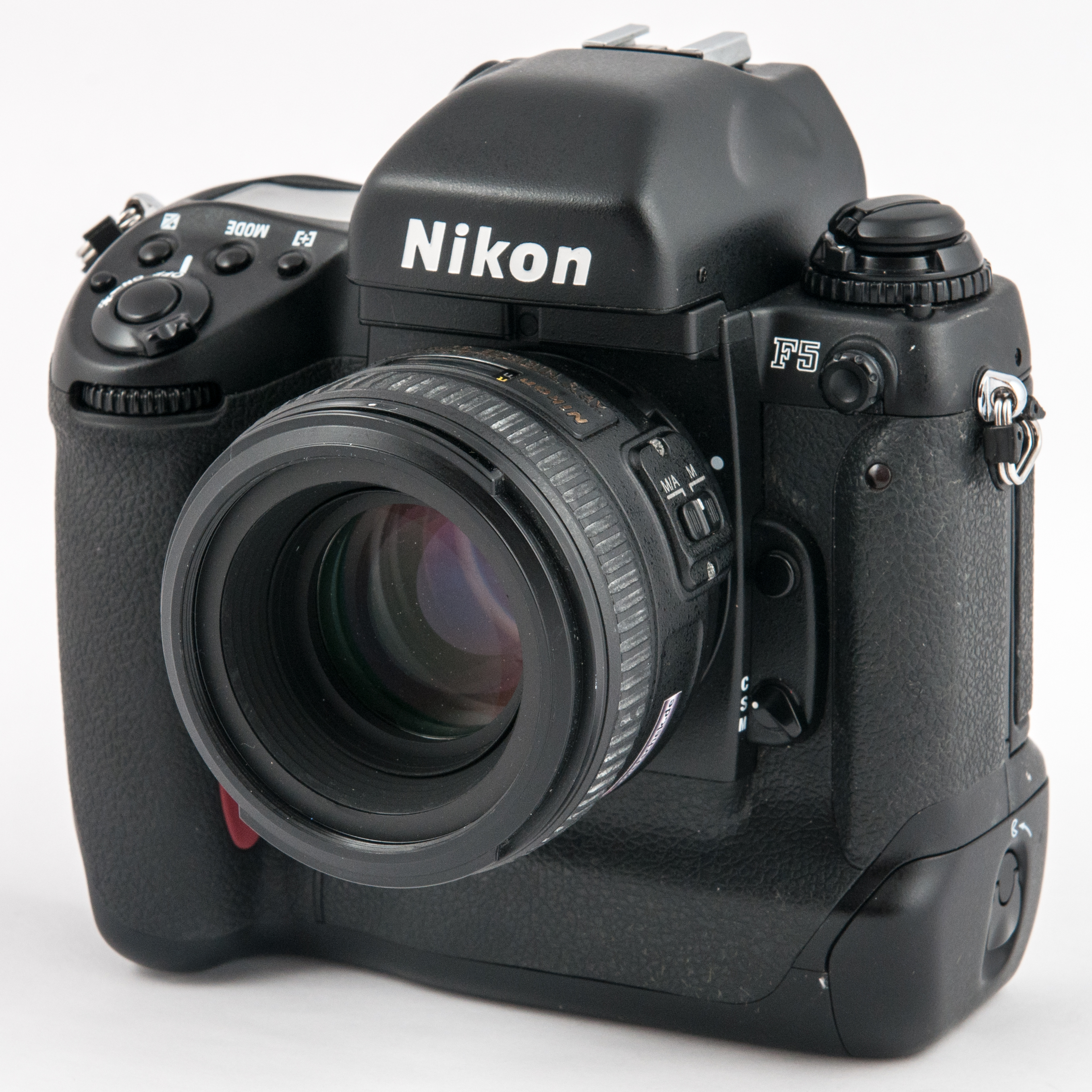
Nikon F5, càmera rèflex d'un sol objectiu professional, 1996.
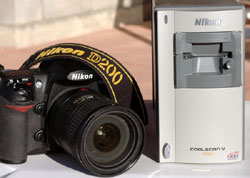
Càmera SLR digital (DSLR): Nikon D200 i un escàner de pel·lícula de Nikon.
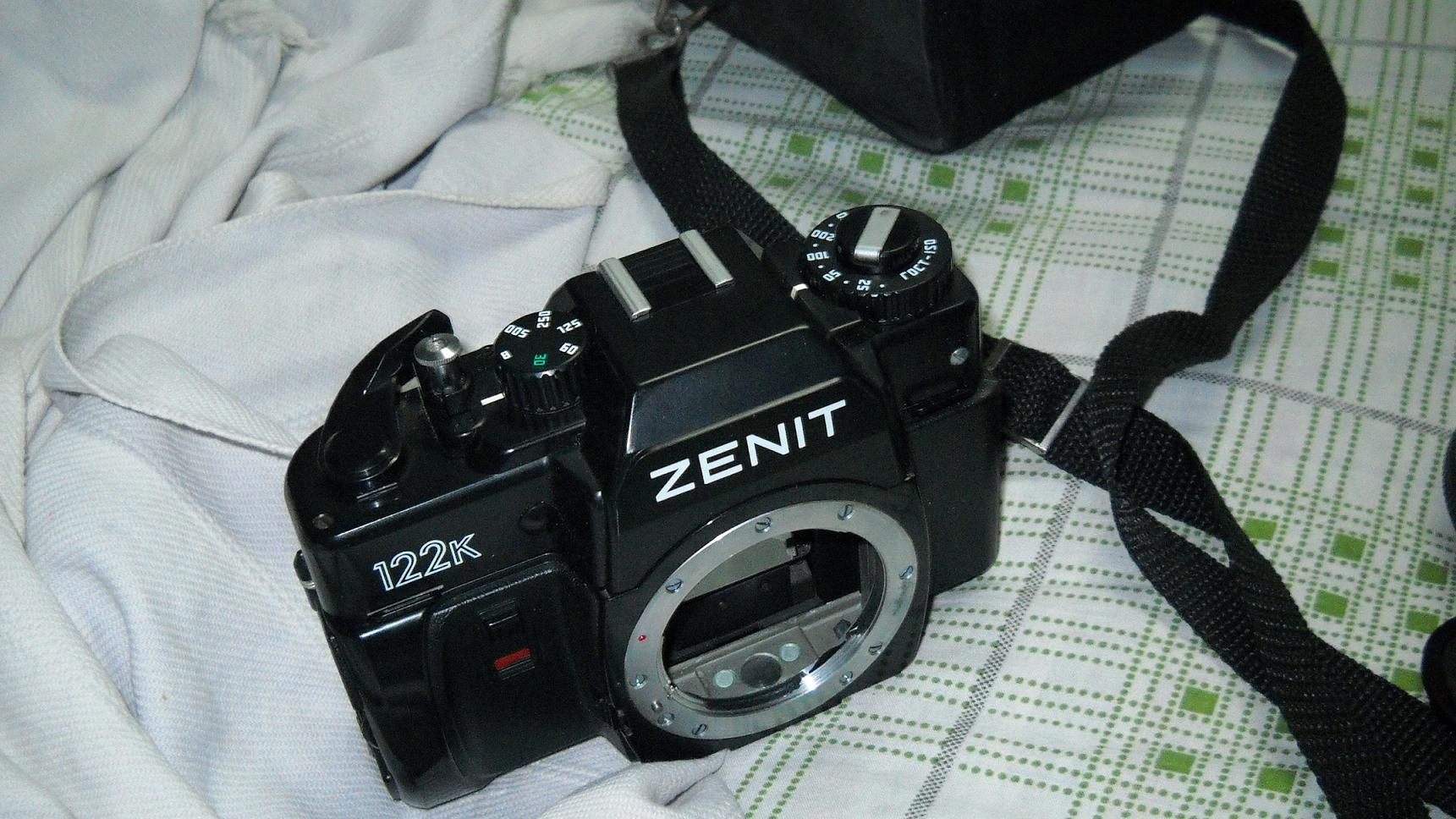
Zenit, una marca russa. SLR sense objectiu.

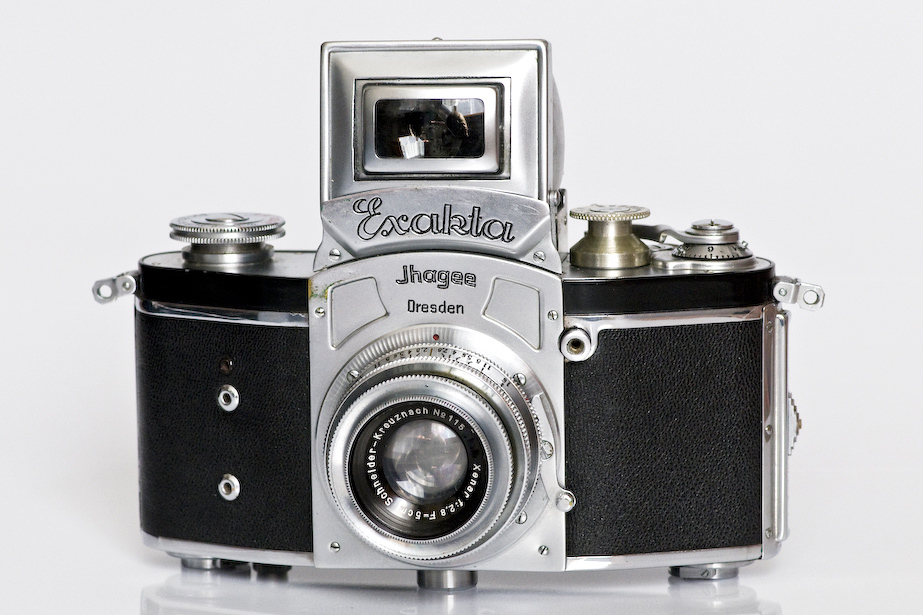
Càmera Kine Exakta.

Anteriorment a l'aparició de les càmeres rèflex d'un sol objectiu, totes les càmeres amb visor tenien dues trajectòries òptiques diferents: una a través de l'objectiu cap a la pel·lícula i una altra situada damunt (TLR o càmeres rèflex d'objectius bessons) o pel costat (càmera telemètrica). Com que el visor i la lent de la pel·lícula no comparteixen la mateixa via òptica, la lent de visió ha d'intersectar-se amb la lent de la pel·lícula en un punt fix davant la càmera. Això no resulta problemàtic en fotografies captades a mitja o llarga distància, però la paral·laxi causa errors d'enquadrament en els primers plans. A més, no és fàcil enfocar la lent d'una càmera rèflex ràpida quan s'obre a obertures més àmplies (com amb poca llum o quan s'usen pel·lícules de baixa sensibilitat).

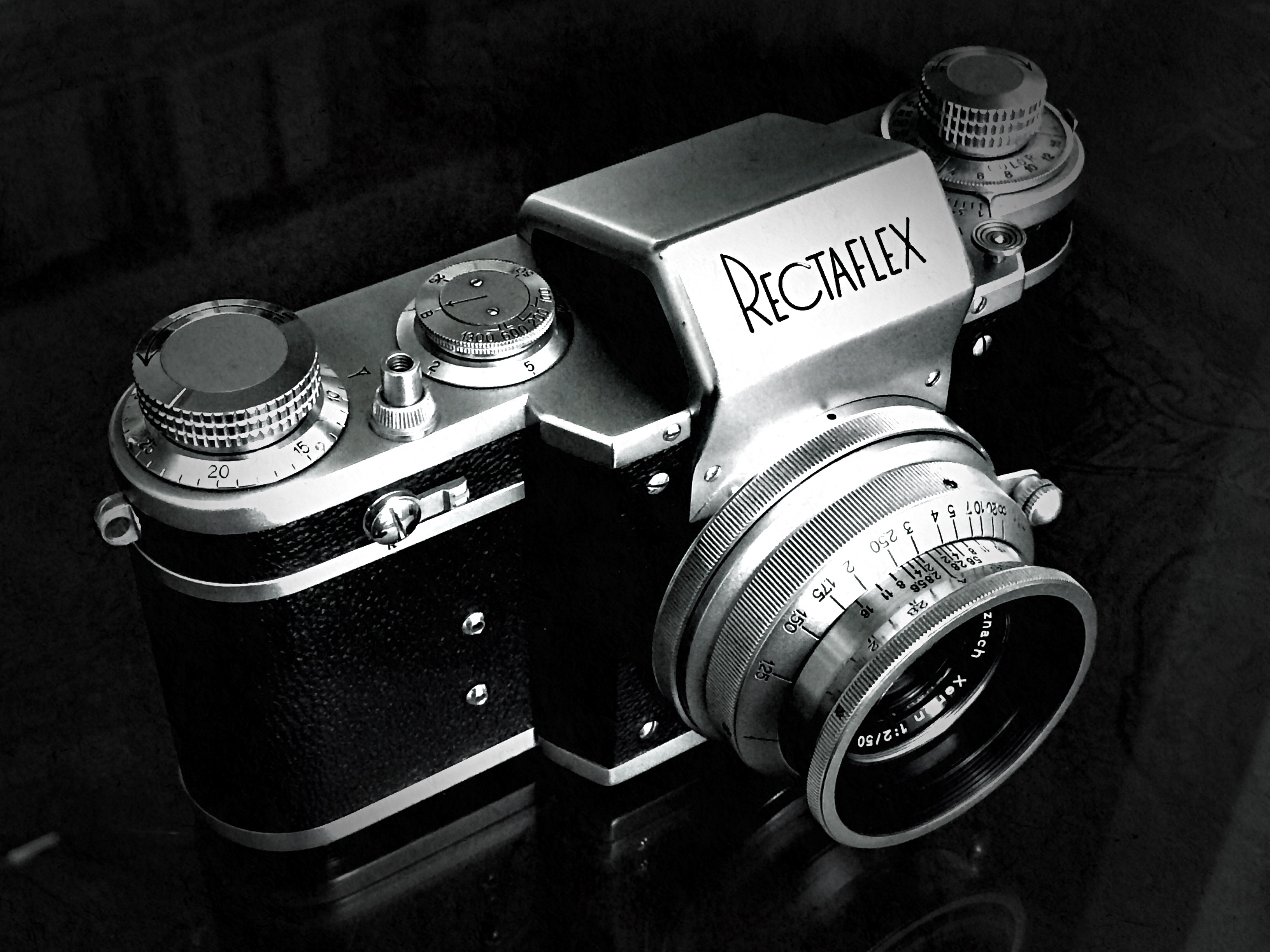
Càmera Rectaflex.

Fins a la dècada de 1990, les càmeres rèflex d'un sol objectiu (analògiques, SLR) tenien el sistema de previsualització més avançat disponible, però el recent desenvolupament i refinament de la tecnologia en imatge digital amb una previzualització en viu en pantalla LCD ha eclipsat la popularitat de les càmeres SLR. Quasi totes les càmeres digitals compactes de baix cost inclouen una pantalla LCD de previsualització que permet al fotògraf veure el que està capturant el sensor CCD. Tot i això, les càmeres SLR segueixen essent populars en càmeres professionals i d'alta gama perquè són sistemes de càmera amb parts intercanviables, permetent major personalització. També tenen molt menys retard en l'obturació, fet que permet més sincronització i precisió temporal. A més, la resolució (píxels), la taxa de contrast, la freqüència d'actualització i la gama de colors d'una pantalla de previsualització LCD no poden competir amb la qualitat i el detall d'ombra d'un visor òptic SLR de visió directa.

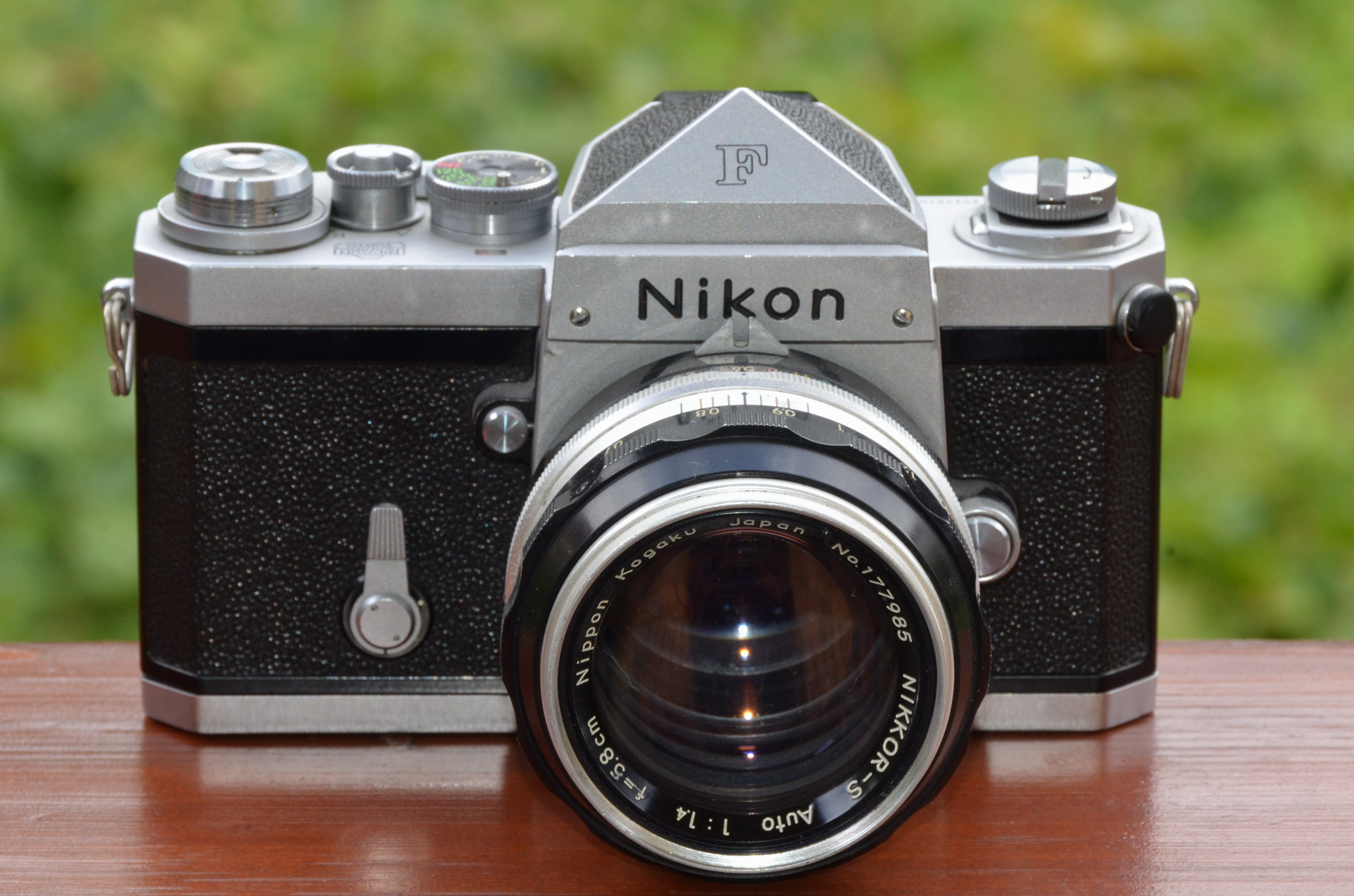
Càmera SLR professional Nikon F amb prisma a nivell d'ull i primers NIKKOR-S Auto 1: 1,4 f = 5,8 cm (1959)

Les càmeres SLR de gran format probablement varen començar a comercialitzar-se amb la introducció de C.R. Smith's Monocular Duplex (E.U.A. el 1884). Alguns fabricants varen treure càmeres per formats d'exposició més petits durant la dècada de 1920. La primera càmera SLR de 35 mm disponible al mercat de masses, la càmera rèflex Leica's PLOOT amb un objectiu de 200 mm i f4.5 emparellat amb un cos de càmera amb telèmetre de 35 mm, va debutar el 1935 (i va ser construït fins al 1951-1952). El soviètic Спорт ("Sport"), amb una mida d'imatge de 24 mm per 36 mm es prototipitzà el 1934 i no se sap certament en quina data es va llançar(en la "wikipedia" en anglès se senyala el 1937). La Kine Exakta (Alemania, 1936) de K. Nüchterlein va ser la primera càmera SLR integrada de 35 mm que va entrar al mercat, que va entrar en un sistema de producció regular. Altres models d'Exakta, tots ells amb buscadors a l'altura de la cintura, es varen produir fins i durant la 2a Guerra Mundial. Un altre antecessor de la càmera SLR moderna fou l'Alpa, de fabricació suïssa, que era innovadora i va influenciar les càmeres japoneses posteriors. El primer visor SLR al nivell dels ulls fou patentat a Hongria el 23 d'agost de 1943 per Jenő Dulovits, que després fabricaria una càmera amb aquest, la Duflex, que usava un sistema de miralls per proporcionar una imatge lateralment correcte, vertical, en el visor al nivell dels ulls. La Duflex (que entrà en producció el 1948) fou també la primera càmera SLR del món amb un mirall de retorn instantani (també conegut com a mirall d'autoretorn).
La primera càmera SLR produïda comercialment que va usar un pentaprisma fou la italiana Rectaflex A 1000, mostrada amb sencera funcionalitat a la fira de Milà de 1948 i produïda a partir del setembre del mateix any, estant ja al mercat un any abans que l'alemanya oriental Zeiss Ikon VEB Contax S, anunciada el 20 de maig de 1949 i produïda a partir del setembre.
Els japonesos van adoptar i van desenvolupar les càmeres SLR. El 1952, Asahi va desenvolupar l'Asahiflex i, el 1954, l'Asahiflex IIB. El 1957, l'Asahi Pentax combina el pentaprisme fix i la palanca de vent de polze dret. Nikon, Canon i Yashica introduïren les seves primeres càmeres SLR el 1959: la Nikon F, la Canonflex i la Pentamatic, respectivament.

### Mesura de la llum a través de la lent
Com una petita part de la història pot anomenar-se com a primera càmera de 35 mm (que no era SLR) en incorporar-se a la medició de la llum a través de la lent una Nikon, amb un prototip de càmera amb telèmetre, la SPX. La càmera utilitzava la montura del telèmetre tipus Nikon 'S'.
La mesura de la llum a través de la lent ("Trought-The-Light metering en anglès") també s'anomena "mesura darrera de la lent". En l'esquema d'una càmera rèflex d'un sol objectiu, les cèl·lules de medició (totes les quals usaren fotocèl·lules CdS, sulfur de cadmi) es varen col·locar en diferents llocs: en l'allotjament del pentaprisma (des d'on ens mesurava la llum transmesa a través de la pantalla d'enfocament), per sota del vidre del mirall rèflex (en el disseny de Topcon) o davant del mecanisme d'obturació (el disseny de Canon en la seva Canon Pellix).
El primer fabricant en mostrar un prototip (prematur) de càmera SLR de 35 mm amb mesura de la llum darrera la lent fou Pentax, amb l'anomenada Pentax Spotmatic, ensenyada a la fira de fotografia Photokina de 1960. Tanmateix, la primera SLR amb sistema TTL de 35 mm en sortir al mercat fou la Topcon Re Super de 1963, que tenia la cel·la de mesurament CdS situada darrere del mirall rèflex: el mirall tenia unes estretes escletxes a la superfície que permetien que la llum arribàs a la cel·la proporcionant una mesura mitjana d'aquesta. A finals de 1964, va sortir un model de producció de la Pentax Spotmatic, la cèl·lula de mesurament CdS del qual es trobava en el pentaprisme, llegint la llum de la pantalla d'enfocament i proporcionant una lectura mitjana de la llum. Un altre disseny enginyós va aparèixer l'any 1965: la Canon Pellix, emprant un mirall de pel·lícula (que és semitransparent) i col·locant la cèl·lula mesuradora en un braç girant dins el passam de llum darrere del mirall per permetre llegir al mesurador.
Mamiya Sekor va treure càmeres com la Mamiya Sekor TL i altres models. Yashica va presentar la seva TL Super. Amdós models usaven lents de rosca M42, igual que la Pentax Spotmatic. Més tard Fujica presentà la seva ST-701, i llavors la ST-801 i la ST-901. La ST-701 fou la primera en usar un fotodíode de cèl·lules de silici, més sensible que el sulfur de cadmi i immune a l'efecte de memòria que es produïa amb aquest a la llum del sol, sistema que va anar imposant-se gradualment en altres fabricants de càmeres SLR de 35 mm (de cèl·lules CdS a fotocèl·lules de diodes de silici).
Altres fabricants varen respondre presentant els seus propis models de càmera amb mesura de la llum darrera de la lent. Nikon i Miranda, en principi, tan sols varen actualitzar els seus pentaprismes intercanviables per incloure mesuradors TTL (per la Nikon F, i els models Miranda D, F, Fv i G) i van comprar altres models que incorporaven aquesta capacitat (com la Nikkormat FT o la Miranda Sensorex, amb un diafragma d'acoblament extern). Minolta presentà la SRT-101, que usava el sistema patentat de Minolta anomenat "CLC" (acrònim de "contrast light compensation"), que mesurava diferent d'una càmera amb un sistema TTL de mesurament en mitjana.
Alguns fabricants alemanys també van introduir càmeres com la família Zeiss Ikon Contarex, que va ser una de les molt poques SLR de 35 mm que utilitzaren plaques de pel·lícula intercanviables.
Les càmeres més assequibles d'obturador central també es varen beneficiar del sistema de mesura de llum darrere de la lent: Topcon va presentar la Auto 100 amb lents intercanviables de muntatge frontal dissenyades exclusivament per a aquesta càmera i una de les càmeres d'obturador central de la família Zeiss Ikon Contaflex. Kowa va fabricar la seva SET-R, que tenia especificacions similars.

En pocs mesos, alguns fabricants van treure models que proporcionaven mesuraments d'àrea limitada, com la Nikon's Photomic Tn finder (que concentrava el 60% de la sensibilitat de les cèl·lules CdS al cercle intern de la pantalla d'enfocament i el 30% a la zona circumdant). Canon usà la mesura de punts en la inusual càmera Canon Pellix, que també tenia un sistema de miralls estacionaris que permetia arribar a la pel·lícula un 70% de la llum mentre que el 30% restant arribava a l'ull del fotògraf. Aquest sistema, malauradament, va degradar la resolució nativa de la lent adjunta i va proporcionar menys il·luminació a l'ocular. Va tenir l'avantatge de tenir menys vibració que altres càmeres SLR però això no va ser suficient per atraure professionals a la càmera.

Localització dels sistemes de mesurament de llum a través de la lent en les càmeres SLR.
Esquema del sistema de mesura de llum a través de la lent de la Topcon RE Super, amb la cel·la de mesurament CdS situada darrere del mirall rèflex.
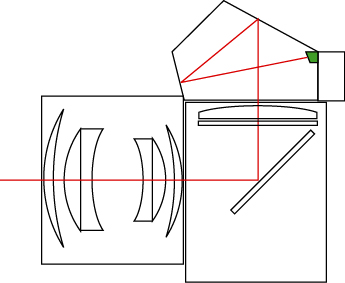
Esquema del model TTL que incorporava la Pentax Spotmatic, la cel·la de mesurament CdS del qual es trobava en el pentaprisme, llegint la llum de la pantalla d'enfocament i proporcionant una lectura mitjana de la llum.
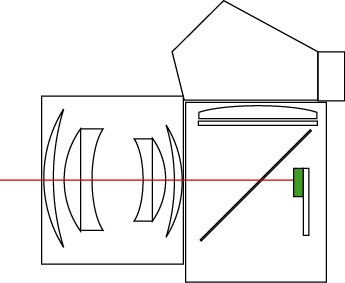
Esquema del sistema TTL que incorporava la Canon Pellix, fent ús d'un mirall de pel·lícula semitransparent i col·locant la cel·la mesuradora en un braç girant dins el passam de llum darrere del mirall per permetre llegir al mesurador.

## Components òptics i funcionament de la càmera

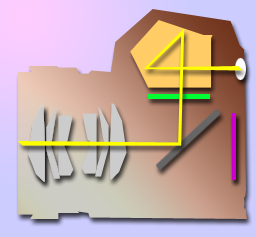
Càmera de fotos amb el mirall baixat.

Una secció transversal (o "vista lateral") dels components òptics d'una càmera rèflex d'un sol objectiu típica mostra com la imatge captada per l'objectiu (en forma de llum, en l'esquema inferior representat per la línia groga), arriba al visor després de tres reflexions i després de travessar distints components:

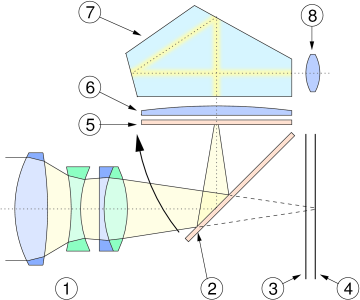
Components d'una càmera rèflex d'un sol objectiu. 1-Conjunt de l'objectiu. 2-Mirall col·locat a 45° repecte la direcció de la llum. 3-Obturador de pla focal. 4-Pel·lícula (o sensor en les DSLR). 5-Pantalla d'enfocament. 6-Lent de condensació. 7-Pentaprisma. 8-Visor.

1. Després de travessar el conjunt de l'objectiu (1), la llum arriba, en un primer moment, a un mirall intern orientat a 45° respecte la direcció d'incidència de la llum (2) (representat en l'esquema inferior per la banda gris fosc) i, d'aquí, és projectada a una pantalla d'enfocament mat (5), equidistant amb el pla focal[5] (en l'esquema inferior representada com la banda verda).
2. Mitjançant una lent de condensació (6) i reflexions internes al pentaprisma (7) (un dispositiu òptic: un prisma de cinc cares, tres de les quals són miralls i les altres dues són de vidre polit, que corregeix gràcies a la seva geometria i per reflexió interna les inversions, tant la lateral com la vertical) la llum arriba al visor.
3. La imatge que es veu a través del visor (8), la que torna el pentaprisma, és, així, igual compositivament que la que es capturarà.

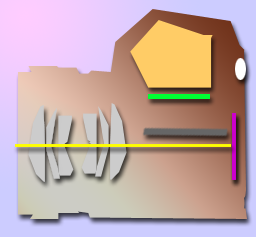
Càmera de fotos amb el mirall aixecat.

Quan es dispara la fotografia, alhora que s'obre l'obturador de pla focal (3) (el temps necessari d'exposició de la pel·lícula), el mirall intern s'aixeca i llavors la llum (representada per la línia groga en l'esquema inferior) ja no es desvia en direcció a la pantalla d'enfocament mat (banda verda  en l'esquema inferior) ni al pentaprisma (prisma taronja en l'esquema inferior), sinó que impressiona directament la pel·lícula (4) (en l'esquema inferior, representat per la banda violeta).
Per tant, el visor ofereix la imatge que es capturarà en tot moment llevat del moment en què s'està capturant. Una vegada que l'obturador es tanca, el mirall retorna a la seva posició incial i la llum, per tant, torna a arribar al visor.
L'enfocament pot ser ajustat manualment pel fotògraf o automàticament per un sistema d'autoenfoc. El visor pot incloure una pantalla d'enfocament mat situada just a sobre del sistema de mirall per difondre la llum. Això permet una visualització, composició i enfocament precisos, especialment útil amb lents intercanviables.

## Avantatges
- La composició que s'imprimeix en la imatge és la mateixa que veu el fotògraf, de manera que existeix una gran precisió. A més, si s'aplica algun filtre fotogràfic, per exemple, es podrà previsualitzar l'efecte introduït pel mateix, fet que amb les càmeres rèflex del tipus TLR no és possible.
- L'enfocament exacte pot regular-se a ull.[cal citació]

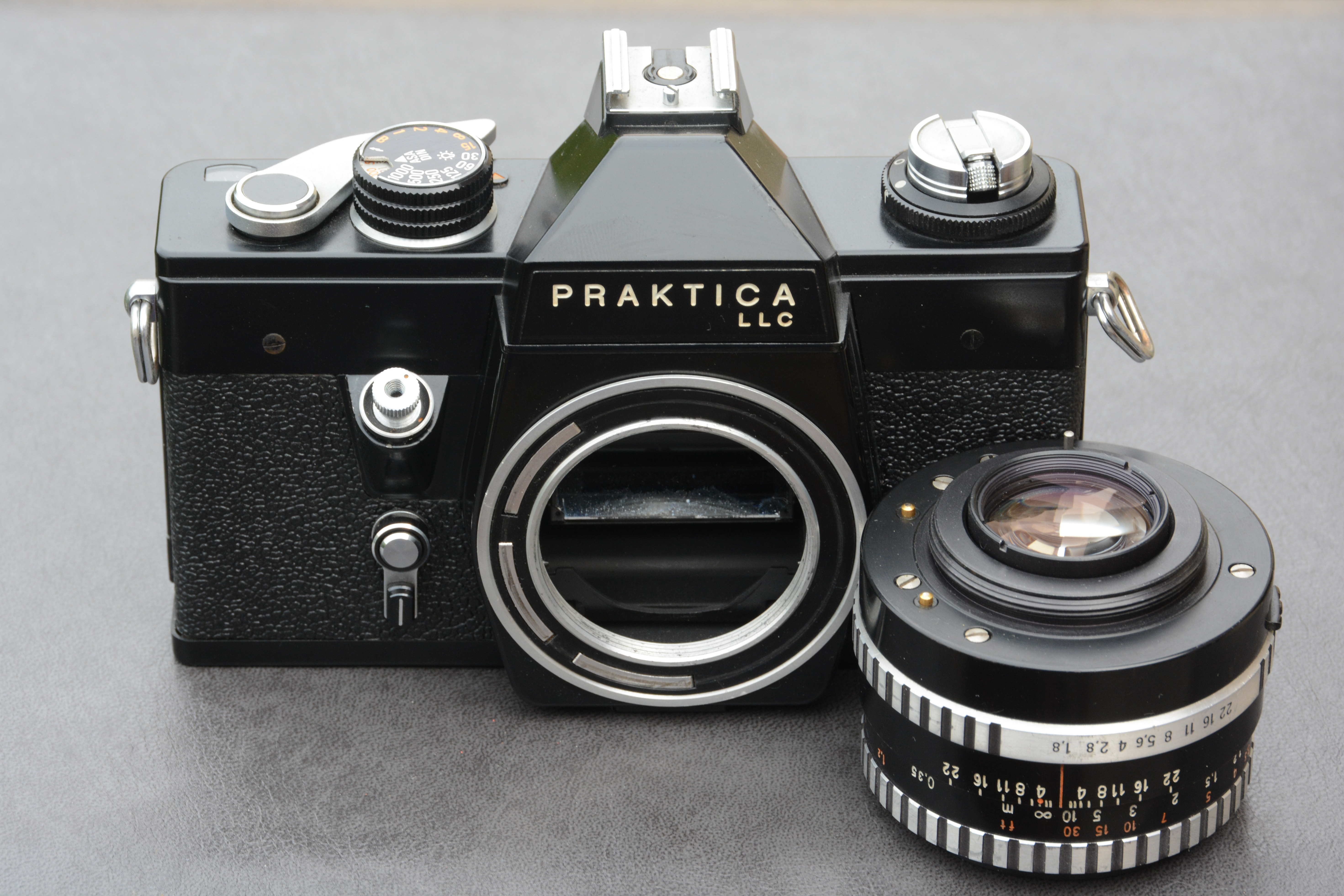
Exemple d'objectiu intercanviable.

- Permeten, en general, l'intercanvi d'objectius de manera que (gràcies a l'articulació del sistema) la pel·lícula fotogràfica quedi sellada contra la llum en tot instant,[7] podent-se triar aquell (de manera senzilla) que més bé s'adapti a l'escena a fotografiar: un teleobjectiu, un gran angular, etc. La majoria de fabricants n'ofereixen una àmplia gama, així com d'altres accessoris. En comparació amb la majoria de les càmeres compactes de lents fixes, les lents SLR més utilitzades i barates ofereixen un rang d'obertura més ampli i una obertura màxima més gran (típicament f / 1.4 a f / 1.8 per a una lent de 50 mm). Això permet que les fotografies es prenguin en condicions de llum baixa sense flash, i permet una profunditat de camp més estreta, que és útil per difuminar el fons darrere del subjecte, fent que el tema sigui més destacat. Les lents "ràpides" s'utilitzen habitualment en fotografia de teatre, fotografia retratada, fotografia de vigilància i tota la fotografia que requereixi una gran obertura màxima.[8]

- Aquest tipus de visor reflex elimina qualsevol tipus d'error de paral·laxi i la imatge visualitzada té corregida tant la inversió vertical com l'horitzontal gràcies al fet que incorporen un pentaprisma (representat en l'esquema per la figura de color taronja).
- Gairebé tots els cossos SLR i DSLR de la càmera també es poden connectar a telescopis i microscopis a través d'un tub adaptador per millorar encara més les seves capacitats d'imatge.
- Més seguretat per al negatiu al estar sempre ocult.[7]
- Ergonomia i ample maneig de l'equip.[7]

## Inconvenients
- Pes relativament alt, doncs inclou un mirall i un pentaprisma, molt diferent a les noves càmeres digitals.[9]
- Vibració directa com a conseqüència dels moviments de l'obturador i del mirall.

Durant l'exposició, el visor està bloquejat.

- Durant l'exposició, el visor està bloquejat.Impossibilitat de visualitzar el que es fotografia en l'instant (de més o menys duració) de la captura.
- La part mecànica de l'equip es desgasta.[7]